# Episodi di 3% (seconda stagione)
La seconda stagione della serie televisiva 3% è stata interamente pubblicata su Netflix il 27 aprile 2018.
| nº | Titolo originale        | Titolo italiano             | Pubblicazione Brasile | Pubblicazione Italia |
| -- | ----------------------- | --------------------------- | --------------------- | -------------------- |
| 1  | Capítulo 01: Espelho    | Capitolo 01: Lo specchio    | 27 aprile 2018        | 27 aprile 2018       |
| 2  | Capítulo 02: Torradeira | Capitolo 02: Il tostapane   | 27 aprile 2018        | 27 aprile 2018       |
| 3  | Capítulo 03: Estática   | Capitolo 03: L'interferenza | 27 aprile 2018        | 27 aprile 2018       |
| 4  | Capítulo 04: Guardanapo | Capitolo 04: Il tovagliolo  | 27 aprile 2018        | 27 aprile 2018       |
| 5  | Capítulo 05: Lampião    | Capitolo 05: La lampada     | 27 aprile 2018        | 27 aprile 2018       |
| 6  | Capítulo 06: Garrafas   | Capitolo 06: Le bottiglie   | 27 aprile 2018        | 27 aprile 2018       |
| 7  | Capítulo 07: Névoa      | Capitolo 07: La nebbia      | 27 aprile 2018        | 27 aprile 2018       |
| 8  | Capítulo 08: Sapos      | Capitolo 08: Le rane        | 27 aprile 2018        | 27 aprile 2018       |
| 9  | Capítulo 09: Colar      | Capitolo 09: La collana     | 27 aprile 2018        | 27 aprile 2018       |
| 10 | Capítulo 10: Sangue     | Capitolo 10: Il sangue      | 27 aprile 2018        | 27 aprile 2018       |

## Capitolo 01: Lo specchio
- Titolo originale: Capítulo 01: Espelho
- Diretto da: Philippe Barcinski
- Scritto da: Denis Nielsen & Pedro Aguilera

### Trama
In un flashback, viene rivelato che la Coppia Fondatrice è in realtà un Trio. Dopo circa un anno dal processo n° 104, Joana si è unita alla Causa e, seguendo le ultime volontà del "Vecchio", il fondatore fatto catturare da Michele, si intrufola nella casa di Gerson, il gangster di cui aveva ucciso il figlio, riuscendo con qualche difficoltà a rubare del fertilizzante per fabbricare una bomba. Intanto nell'Offshore, Michele è stata riabilitata, ma ha scoperto che il fratello André è in una cella d'isolamento come primo omicida nella storia dell'Offshore. Ezequiel la mette alla prova facendole creare una prova per il Processo e la ragazza crea un labirinto di specchi che si muovono in modo imprevedibile. Intanto Marcela, capo delle forze armate dell'Offshore
, ottiene l'autorizzazione da esso di usare la forza militare nell'Entroterra per proteggere il Processo. A pochi giorni dal Processo n°105 Ezequiel porta Michele con sé nell'Entroterra con la scusa di farle supervisionare la sua prova, ma durante il viaggio le rivela la sua vera missione: dovrà infiltrarsi nuovamente nella Causa per sabotarne il piano connesso all'esplosivo rubato, in cambio lui farà liberare André. Nel frattempo Silas, il riferimento di Joana per la causa, le dice che intende fare esplodere la bomba durante il discorso di Ezequiel causando una strage per creare scompiglio, sostenendo che i ragazzi che partecipano al Processo sono colpevoli quanto le persone nell'Offshore.

## Capitolo 02: Il tostapane
- Titolo originale: Capítulo 02: Torradeira
- Diretto da: Daina Giannecchini
- Scritto da: Ivan Nakamura

### Trama
Dopo il suo arrivo nell'Offshore, Rafael cercò, senza successo, di costruire una radio seguendo gli ordini della Causa, data la tecnologia molto diversa rispetto all'Entroterra. Chiese aiuto a Michele, ma lei affermò di non volerne sapere nulla e di non fare più parte della Causa, poiché essi le avevano mentito riguardo alla morte di suo fratello. Tempo dopo, ad una festa, Rafael conobbe Elisa, una dottoressa con cui iniziò una relazione amorosa e, per mezzo della quale, riuscì a costruire la radio utilizzando i componenti del suo tostapane, un cimelio dell'Entroterra. Un giorno Elisa sorprese Rafael intento a provare la radio che si giustificò dicendo di voler solo contattare la sua famiglia; lei rispose di non volerlo denunciare e gli rivelò che le onde radio sono bloccate. Rafael si unisce quindi ai reparti di sicurezza e con qualche difficoltà riesce a farsi selezionare da Marcela tra i soldati a guardia del Processo, partendo verso l'Entroterra con Elisa. Nel frattempo Fernando, dopo aver passato del tempo in strada, torna da suo padre e, assillato dalle richieste dei giovani ventenni, decide di simulare delle prove del Processo per mostrare loro come fossero. Durante una delle prove un giovane bara per superarla facendo eliminare Glória, un'amica di Fernando, così egli ne approfitta per rendere noto a tutti che non bisogna essere ingenui al Processo poiché giocare sporco paga. Più tardi, Joana raggiunge Fernando rivelandogli della bomba e chiedendogli aiuto per trovare un piano migliore per fermare il Processo, affinché non ci siano vittime innocenti.

## Capitolo 03: L'interferenza
- Titolo originale: Capítulo 03: Estática
- Diretto da: Daina Giannecchini
- Scritto da: André Sirangelo

### Trama
Fernando sogna che Glória porti la bomba nel Processo e cerca di dissuaderla dal parteciparvi, ma finisce per litigare con lei. Ezequiel pone un trasmettitore su Michele per ascoltare tutte le conversazioni e la ragazza invia via radio un messaggio in codice alla Causa per un incontro. Ivana e Silas ricevono il messaggio, ma quest'ultimo rompe il trasmettitore convinto che gli infiltrati abbiano disertato e sia una trappola. Joana porta quindi il trasmettitore a Fernando per farlo riparare, che nel frattempo ha trovato un modo non violento di fermare il processo: cancellare il database contenente tutti i dati della popolazione. Fernando decifra il messaggio, ma viene sorpreso da Glória che tronca i rapporti con lui. Intanto Rafael riesce a farsi assegnare a guardia del Centro di Registrazione, dove intravede Michele sotto copertura. Rafael quindi finge di essere attaccato per distruggere la sua telecamera e segue Michele. Fernando nel frattempo si incontra con Michele, ma i due scappano sotto il fuoco di Silas, convinto siano traditori. I due si rifugiano in un capannone abbandonato, dove ci sono Joana, Ivana e Rafael, mentre quest'ultimo sta dicendo che non devono fidarsi di Michele. Mentre segue uno stallo alla messicana, Ezequiel sta ascoltando la conversazione e identifica Fernando e Rafael come membri della Causa.

## Capitolo 04: Il tovagliolo
- Titolo originale: Capítulo 04: Guardanapo
- Diretto da: Philippe Barcinski
- Scritto da: André Sirangelo

### Trama
Michele e Rafael si accusano a vicenda di essere il vero traditore. Ivana e Joana li legano e li interrogano ripetutamente, sia separatamente che insieme per scoprire contraddizioni. Nel frattempo Marcela, pensando Rafael sia stato rapito, contatta Gerson che per conto suo indaga su dove sia stato visto Rafael. Intanto Ivana e Joana fanno inalare gas allucinogeno a Rafael e Michele cercando di costringerli a tradirsi, ma, nonostante quest'ultima non ceda grazie ai consigli di Ezequiel, Ivana si convince che stia mentendo in base ai movimenti dei suoi occhi e alle parole di Rafael. Michele a quel punto intende rivelare che è stata mandata da Ezequiel, ma questi la ferma facendola parlare via trasmittente con André. Nel frattempo Marcela e i soldati fanno irruzione nel rifugio: Ivana raggiunge Rafael e, senza via di fuga, lo costringe ad ucciderla per dare almeno credibilità alla sua copertura. Intanto Joana e Michele assistono alla scena, fuggendo attraverso un passaggio segreto e Joana si convince del tradimento di Rafael. Marcela fa rapporto a Cássia che le confida il comportamento strano di Ezequiel e i dubbi su Michele.

## Capitolo 05: La lampada
- Titolo originale: Capítulo 05: Lampião
- Diretto da: Philippe Barcinski
- Scritto da: Ivan Nakamura, Juliana Rojas & Pedro Aguilera

### Trama
Michele decide di tradire Ezequiel, mentendogli via audio in presenza di Joana con cui comunica tramite messaggi scritti, ma Ezequiel se ne accorge. Rafael decide di denunciare Michele a Marcela. Silas arriva nel nascondiglio dove sono Joana e Michele con l'intento di uccidere quest'ultima, quando improvvisamente arriva Ezequiel, che afferma di essere lì per salvare la Causa. Venticinque anni prima, giovane orfano, membro della Causa, si propose di infiltrarsi nel Processo per sabotarlo dall'interno: l'idea piacque al Consiglio che preferì però non affidare a lui il compito; quando il Vecchio gli comunicò la decisione ebbero una colluttazione che causò la deturpazione al volto del Vecchio. Ezequiel decise di partecipare comunque al Processo, che superò distinguendosi per le sue capacità. Ezequiel racconta che col tempo rimase irretito dalla vita nell'Offshore, ma quando la moglie Julia si suicidò proprio per la divisione del mondo che le impediva di rivedere il figlio, decise di riprendere a sostenere la Causa. Rivela di essere l'artefice del messaggio scritto dal Vecchio col quale si intende fare esplodere la bomba durante il 105° Processo a cui è inviato anche il consiglio dell'Offshore: l'esplosione della bomba e la morte dei membri del Consiglio creerà una tale situazione di caos che renderà inevitabile un accordo tra l'Offshore e l'Entroterra. Silas concorda col piano di Ezequiel e questi torna con Michele verso il Processo, inconsapevole che Cássia e Marcela hanno ascoltato tutta la conversazione tramite l'auricolare di Michele.  Mentre Michele riesce a dileguarsi, Marcela affronta Ezequiel e lo uccide inscenando un omicidio ad opera della Causa e proponendosi successivamente come nuovo leader del Processo.

## Capitolo 06: Le bottiglie
- Titolo originale: Capítulo 06: Garrafas
- Diretto da: Dani Libardi
- Scritto da: Guilherme Freitas

### Trama
Marcela chiede ai cittadini dell'Entroterra di fornire qualsiasi informazione sulla Causa, promettendo vantaggi a chi parteciperà poi al Processo. Fernando propone di rendere pubblica la sterilizzazione degli abitanti dell'Offshore rivelata da Michele nella speranza che alcuni di loro non partecipino più al Processo,  ma Joana viene convinta da Michele nel seguire Silas e rubare la bomba. Usando un dispositivo di trasmissione rubato dallo stand della registrazione, Fernando rivela a tutti la verità sulla sterilizzazione causando scompiglio tra la gente, ma viene identificato e ricercato. Nel frattempo, rubata la bomba, Michele chiede a Joana di fidarsi di lei e scappa con essa, consegnandola a Marcela, professandosi fedele all'Offshore e dicendo che le importa solo tornare lì per rivedere suo fratello. Intanto Fernando chiede aiuto a Glória che lo porta in un nascondiglio: i due discutono ancora per divergenza di opinioni, ma infine Glória gli chiede scusa poiché è causa sua l'incidente che l'ha costretto su una sedia a rotelle. Mentre va a prendere da mangiare per entrambi tuttavia, i soldati dell'Offshore trovano Fernando e lo arrestano, così lui pensa sia stata Glória a tradirlo. Rafael perquisisce Fernando e, con suo stupore, lo lascia passare con una radio nascosta. Nel frattempo, anche Joana viene trovata da Gerson e catturata.

## Capitolo 07: La nebbia
- Titolo originale: Capítulo 07: Névoa
- Diretto da: Jotagá Crema
- Scritto da: Teodoro Poppovic

### Trama
Rafael va nella cella di Fernando cercando di convincerlo che è leale alla Causa, ed egli infine gli rivela la sua idea di cancellare il database delle registrazioni per fermare il Processo. Rafael si reca allo stand delle registrazioni da Elisa per cercare informazioni sul database, la ragazza però, sapendo la sua è stata falsificata, cambia discorso dicendogli che suo fratello, il vero Rafael, si è registrato poco prima a sua volta rubando la registrazione al fratello minore. Improvvisamente un membro della Causa arriva cercando di uccidere Rafael, ma finendo per ferire Elisa. Ripresasi la ragazza chiede a Rafael di tornare all'Offshore con lei, ma lui decide di restare e va raccontare a Fernando di quanto accaduto che invece gli dice che ha sentito Joana via radio ed è prigioniera di Gerson. Nel frattempo Michele è stata portata al CRT da Cássia che la sottopone a un trattamento volto a farle dimenticare chi ha veramente ucciso Ezequiel; Michele riesce a resistere e, risvegliatasi, colpisce alla sprovvista Cássia facendola svenire, poi libera il fratello dalla sua cella e scappa con lui. Joana nel frattempo riesce a liberarsi dalle corde che la legano e, mentre cerca di fuggire, s'imbatte con sua sorpresa in Marco.

## Capitolo 08: Le rane
- Titolo originale: Capítulo 08: Sapos
- Diretto da: Dani Libardi
- Scritto da: Denis Nielsen

### Trama
Marco lega nuovamente Joana, accusandola di essere colpevole della sua condizione. Egli venne curato dall'Offshore e rimandato nell'Entroterra, ma vergognandosi di tornare a casa si unì alla Milizia. Rafael va da Gerson per liberare Joana con la scusa di interrogarla, ma lei nel frattempo ha convinto Marco a liberarla rivelandogli il piano della Causa. Intanto Michele e André si liberano delle registrazioni e fuggono verso un rifugio nascosto noto ad André: egli soffre di amnesia, ma riescono a trovarlo ed entrare mentre André spiega è stato costruito dalla Coppia Fondatrice per nascondersi da "uno di loro". Joana intanto si reca in un rifugio della Causa per incontrare Rafael, trovandoci Silas e scoprendo che è stata lui a venderla a Gerson in cambio di altro fertilizzante. Quando Rafael arriva, Silas sta per sparargli, così Joana lo spinge in una vasca di rane velenose, uccidendolo. Gerson nel frattempo affronta Marco per avere liberato Joana, ma questi lo uccide con una lama nascosta, si nomina capo della Milizia, si trasferisce nella sua vecchia casa e chiede di incontrare Marcela. La donna, in realtà la madre di Marco, accetta l'aiuto del figlio e della Milizia per fermare il piano della Causa in cambio di una seconda chance al Processo.

## Capitolo 09: La collana
- Titolo originale: Capítulo 09: Colar
- Diretto da: Jotagá Crema
- Scritto da: Juliana Rojas

### Trama
Rafael, Joana e Fernando portano avanti il loro piano per distruggere il database dell'Offshore: Rafael tornerà lì per cancellare la sua parte, mentre Joana e Fernando cancelleranno quello nel palazzo del Processo. Rafael fa intrufolare Joana e consegna un anello per aprire le porte a Fernando. Questi scaccia Glòria che lo era venuto a trovare ed è costretto ad insultare la guardia che lo voleva rilasciare, scoprendo che è stato suo padre a denunciarlo. Intanto Michele e André, rifugiatisi in una sorta di sala comunicazioni, scoprono la verità sulla fondazione dell'Offshore: il trio fondatore lavorava al progetto di creazione sponsorizzato da ricchi e potenti investitori. Quando la situazione nell'Entroterra precipitò, gli investitori decisero di iniziare la migrazione imponendo al trio e gli scienziati di andarsene. Il trio si oppose unito, ma era diviso sulle modalità di farlo: mentre una di loro, Samira, voleva negoziare e iniziare un nuovo progetto di risanamento dell'Entroterra, gli altri decisero di fare esplodere la centrale elettrica dell'Entroterra per difendere l'Offshore. I tre litigarono, Samira rimase uccisa nella colluttazione e il suo corpo nascosto nella sala comunicazioni. Visionando i filmati André recupera la memoria e confessa di avere ucciso il suo superiore che voleva rivelare a tutti la verità, mentre lui si professa fedele alla meritocrazia dell'Offshore. Scioccata per quanto scoperto, Michele ascolta per caso Rafael che parla via radio del piano dalla sala di comunicazione del rifugio e lascia il nascondiglio con la collana di Samira.

## Capitolo 10: Il sangue
- Titolo originale: Capítulo 10: Sangue
- Diretto da: Philippe Barcinski
- Scritto da: Guilherme Freitas

### Trama
Marcela rafforza la sicurezza, ma Fernando riesce a disattivare le telecamere senza essere scoperto. Joana s'imbatte però in Marco e cerca di seminarlo nel labirinto mobile ideato da Michele. Fernando intanto cerca di cancellare il database e contamina la soluzione in cui è contenuta con il suo sangue, indebolendosi fino a svenire. Joana riesce a liberarsi di Marco e porta in salvo Fernando, che è riuscito nel suo intento. Nel frattempo, Rafael non riesce ad accedere alla stanza dell'Offshore dove c'è il backup dei dati, ma Michele appare e gli offre il suo aiuto, aprendo la porta con il pass rubato a Cassia. Mentre sono nella stanza però, Michele colpisce Rafael alle spalle e lo fa svenire, quindi trasferisce i dati di backup su un altro dispositivo. Nel frattempo, Marcela riesce a ripristinare l'impianto elettrico, scoprendo che il database è stato cancellato. La mattina, ai partecipanti al Processo viene negato l'ingresso e loro si ribellano scontrandosi con la sicurezza. Joana e Fernando colgono l'opportunità per scappare inosservati per via del caos. Michele ottiene di incontrare la consigliera Nair e stringe un accordo per restituire i dati sottratti. Intanto Rafael riprende i sensi e contatta Joana, informandola di quanto accaduto e litigando con lei, poi torna a casa da Elisa deciso a raccontarle tutta la verità. Mentre il Processo 105 inizia, Michele raggiunge Fernando nell'Entroterra e gli spiega che ha ottenuto di ricevere ogni anno risorse dall'Offshore in cambio dell'utilizzo dei dati. La ragazza le vuole utilizzare per creare una nuova comunità che chiamerà la Conchiglia e propone a Fernando di fondarla con lei